# Columbia Engineering Works
Columbia Engineering Works war ein US-amerikanischer Hersteller von Automobilen.

## Unternehmensgeschichte
Das Unternehmen wurde 1901 in Brooklyn in New York gegründet. Die Produktion von Automobilen begann. Zunächst war Arthur J. Herschmann der Auftraggeber. Der Markenname lautete demzufolge Herschmann. Weil nach 1903 keine Aufträge mehr von Herschmann kamen, entwickelte das Unternehmen ein eigenes Modell. Dies wurde von 1904 bis 1905 als Columbia vermarktet. Im August 1905 berichtete eine Automobilzeitschrift über das Ende der Produktion.
Es gab noch andere US-amerikanische Hersteller von Fahrzeugen der Marke Columbia: Columbia Automobile Company, Columbian Electric Vehicle Company, Columbia Motors Company und Columbia Carriage Company.

## Fahrzeuge

### Markenname Herschmann
Die Fahrzeuge waren Dampfwagen. Überwiegend waren es Nutzfahrzeuge. Daneben entstanden ein bis zwei Personenkraftwagen.

### Markenname Columbia
Die Dampfwagen wurden als Pkw und als Nutzfahrzeug angeboten.